# Inari
Inari (északi számi Anár, inari számi Aanaar, kolta számi Aanar, svéd Enare) község Finnországban, Lappföldön. Inari lakossága 6879 fő, területe 17 333,89 km², amiből 2281,51 km² vízfelület. Itt található Finnország harmadik legnagyobb tava, az Inari-tó.
Szomszédai Enontekiö, Kittilä, Sodankylä és északon Utsjoki. Ezen felül nyugaton Norvégiával, keleten Oroszországgal határos. Inari Finnország legjelentősebb rénszarvasterelő-vidéke.

## Lakosság
Inari 6879 lakosa közül mintegy 2150 számi (2003-as adat), de a lakosságnak csak 5,9% (406 fő, 2007-es adat) beszéli anyanyelveként valamely számi nyelvjárást. Inari Finnország egyetlen négynyelvű települése: a finnen kívül beszélnek itt még északi-számiul, inari-számiul és kolta-számiul. a népsűrűség 0,46 fő/km². Inariban csak mintegy 17 svéd anyanyelvű lakos él. 77-en beszélnek a fenteken kívül más nyelvet, 73-an külföldi állampolgárok.
| 1980 | 1985 | 1990 | 1995 | 1997 | 2000 | 2002 | 2004 | 2005 | 2006 | 2008 |
| ---- | ---- | ---- | ---- | ---- | ---- | ---- | ---- | ---- | ---- | ---- |
| 6900 | 7219 | 7559 | 7851 | 7719 | 7360 | 7217 | 7084 | 7043 | 6986 | 6859 |

## Inari falvai

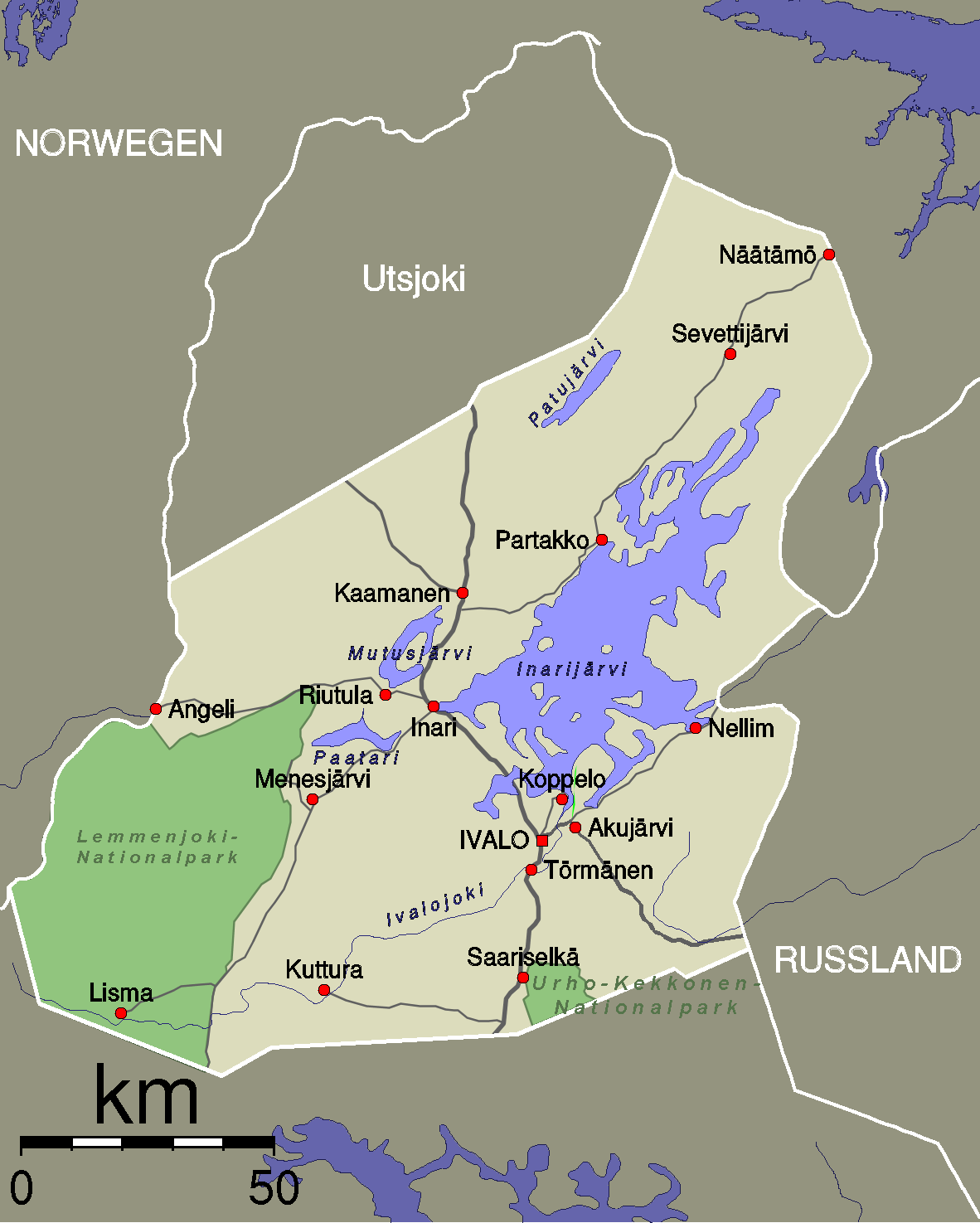
Inari falvai

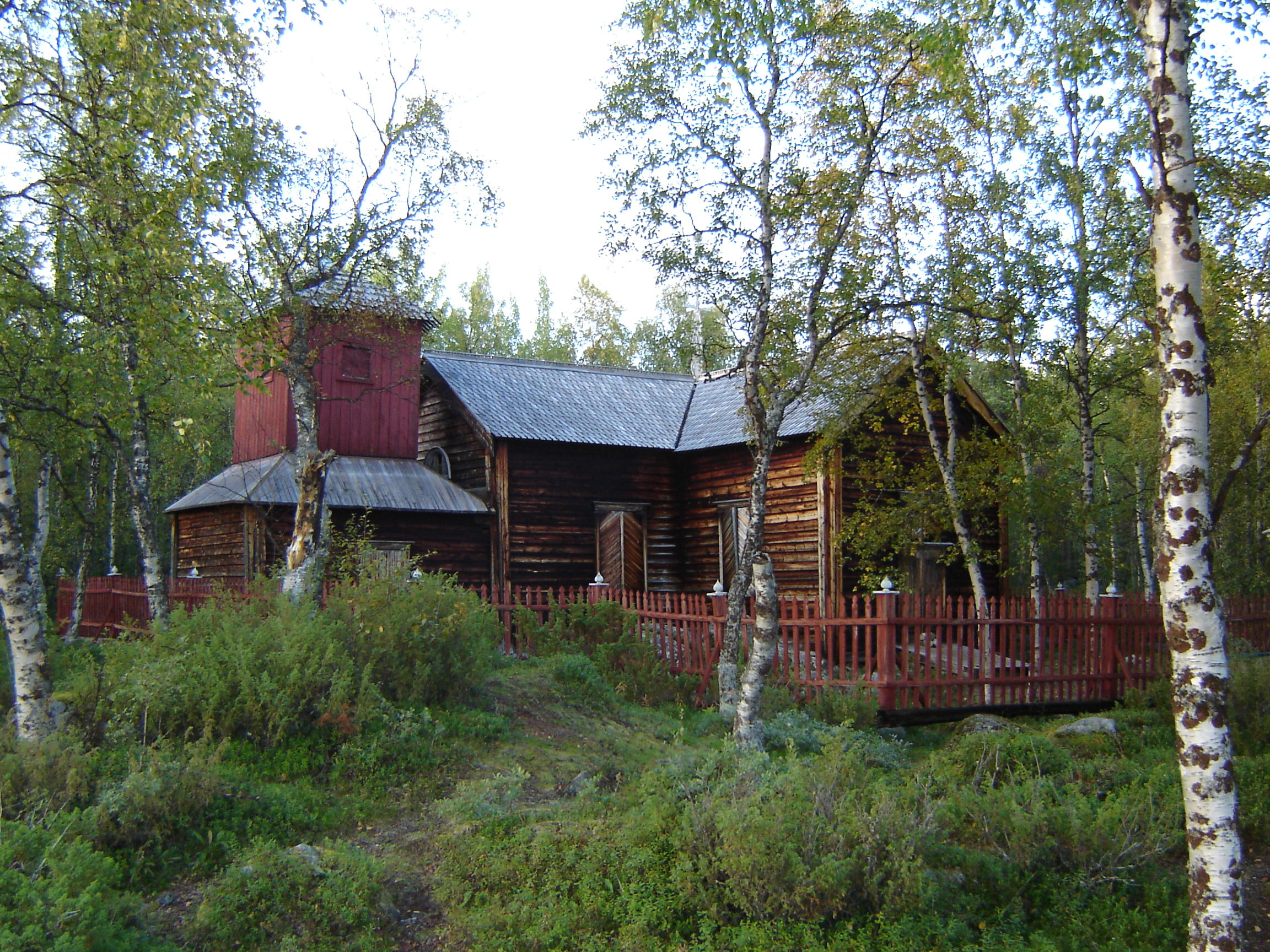
Pielpajärvi temploma

Inarihoz 26 kisebb falu tartozik, közülük a legnagyobbak (zárójelben a számi nevük):
| - Akujärvi (Akujávri) - Angeli (Aŋŋel) - Inari templomosfalu (Anár, Aanaar) - Ivalo (Avvil, Avveel) - Kaamanen (Gámas, Kaamâs) - Keväjärvi - Koppelo - Kuttura - Lisma (Lismá) - Menesjärvi (Menišjävri) | - Näätämö (Njávdán) - Nellim (Njellim) - Partakko (Päärtih) - Pielpajärvi (Bielbajávri) - Riutula - Saariselkä (Suoločielgi) - Sevettijärvi (Čeavetjávri, Čevetjävri) - Törmänen - Veskoniemi |

A legnagyobb falu a 3998 fős lakosú Ivalo (észak számi Avvil, kolta számi Â´vvel), a második legnagyobb pedig Inari templomos faluja (1128 lakos).

## Közlekedés
Inariba a Matkahuolto társaság buszjáratai közlekednek, amelyek Rovaniemiből és Ouluból indulnak, valamint van saját busztársasága is, a Lapinlinja.
Ivalótól délre található az ivalói repülőtér, ez Finnország legészakibb repülőtere, ahonnan naponta közlekednek járatok Helsinkibe.

## Híres lakosok
- Amoc - számi rapper
- Angelit - számi zenekar, az alapítók Angeli faluból származnak
- Pándy Pál (Paavo Von Pandy - 1905-1986) - magyar származású katona, író, idegenvezető
- Anni-Kristiina Juuso - számi színésznő (Kiskakukk)
- Dominick Arduin - francia származású kalandor, aki 1998 óta Finnországban élt, 2004-ben eltűnt.
- Janne Seurujärvi - országgyűlési képviselő
- Veikko Honkanen - finn színész
- Kari Väänänen - finn színész (Jim Jarmusch filmjének, az Éjszaka a földönnek a finn szereplője)

## Testvérkapcsolatok
- Kola, Oroszország
- Sør-Varanger, Norvégia

## Galéria

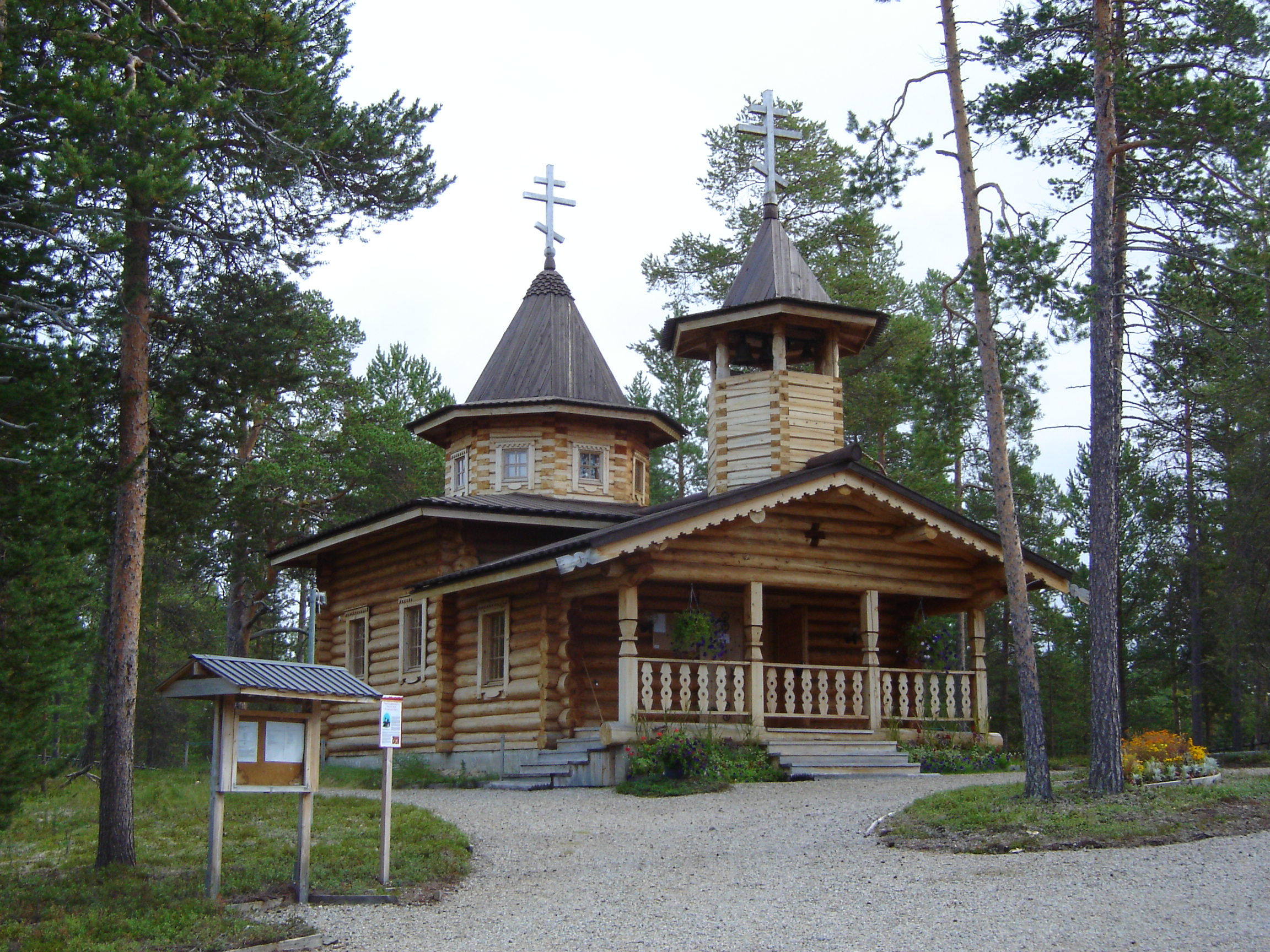
A nellimi ortodox templom
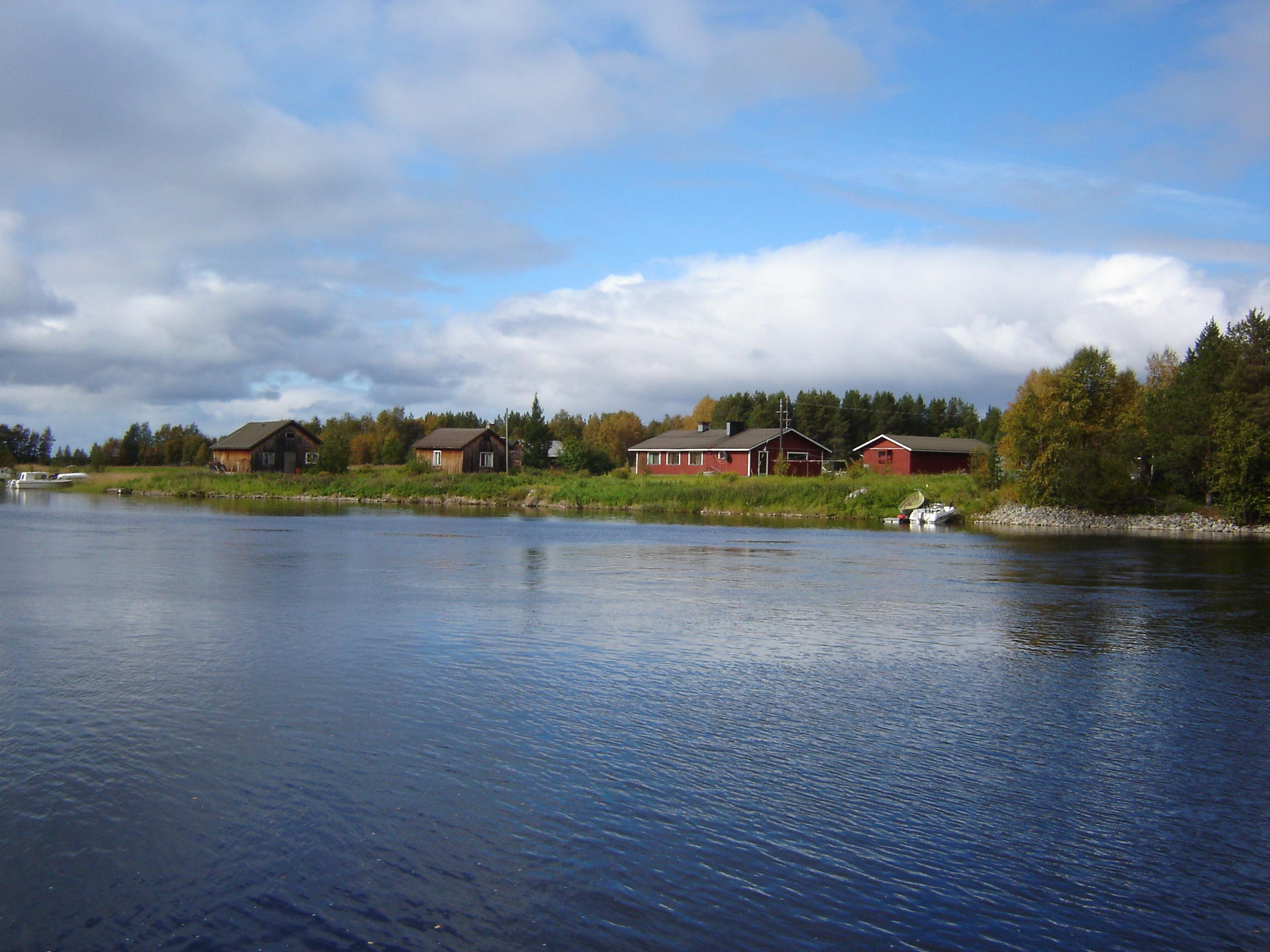
Nellim falu képe
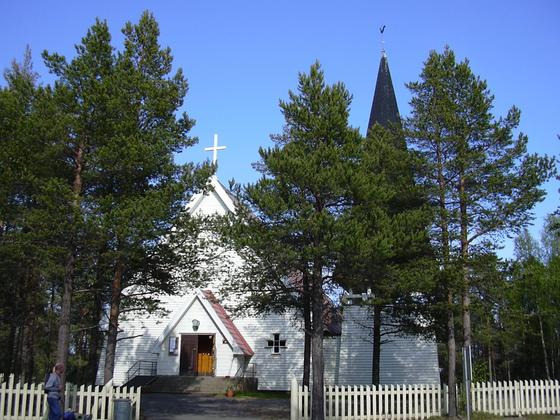
Az inari templom
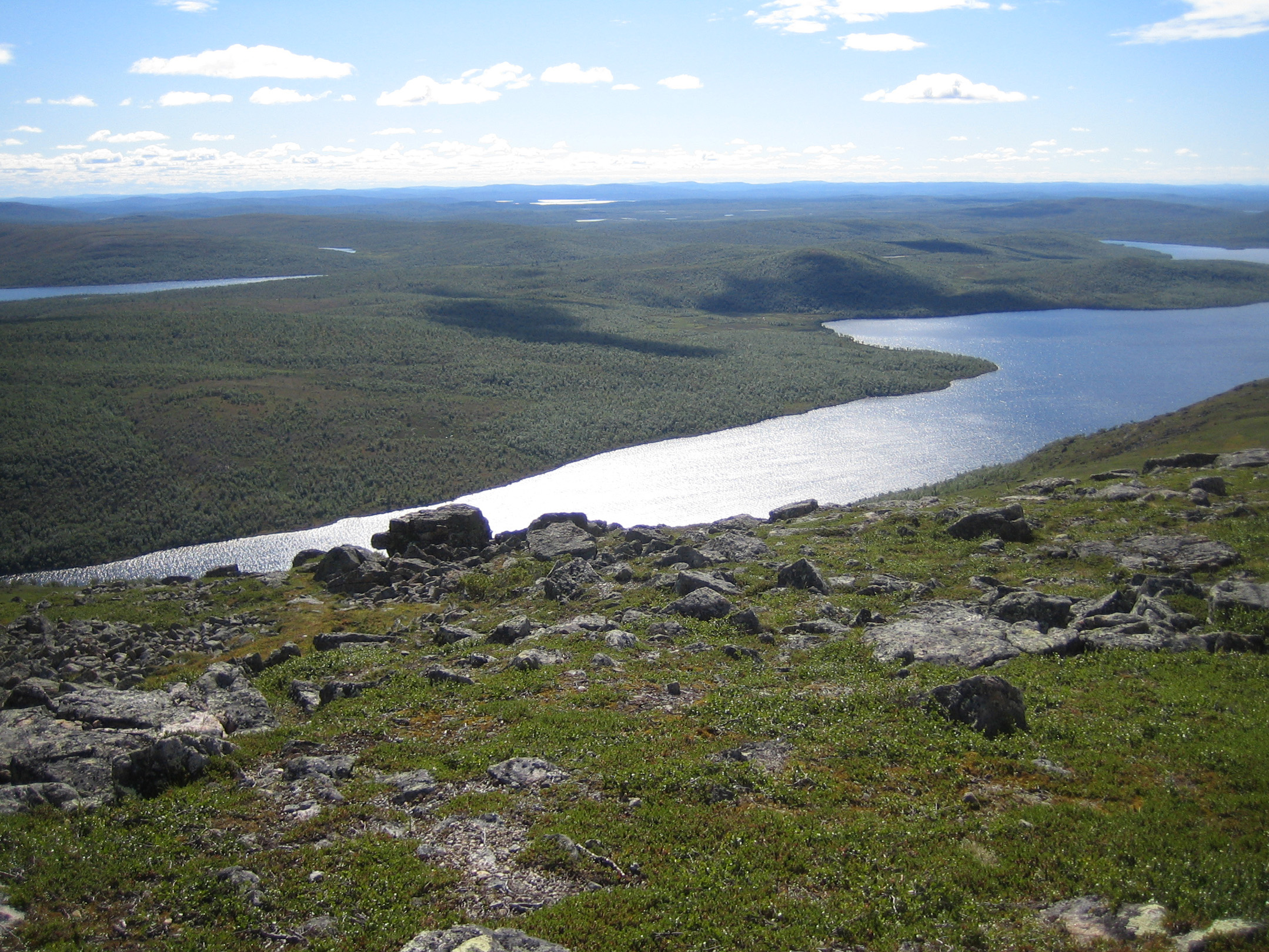
A mutkatunturi vadon egyik tava
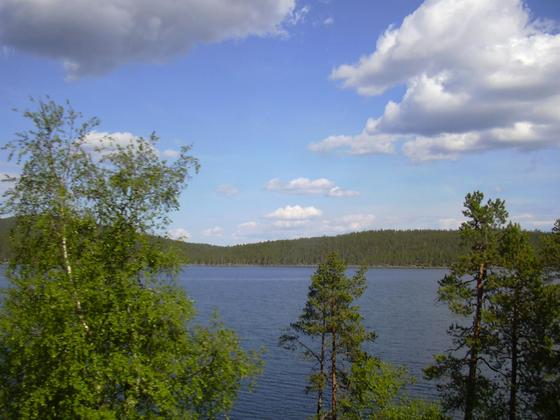
Az inari-tó
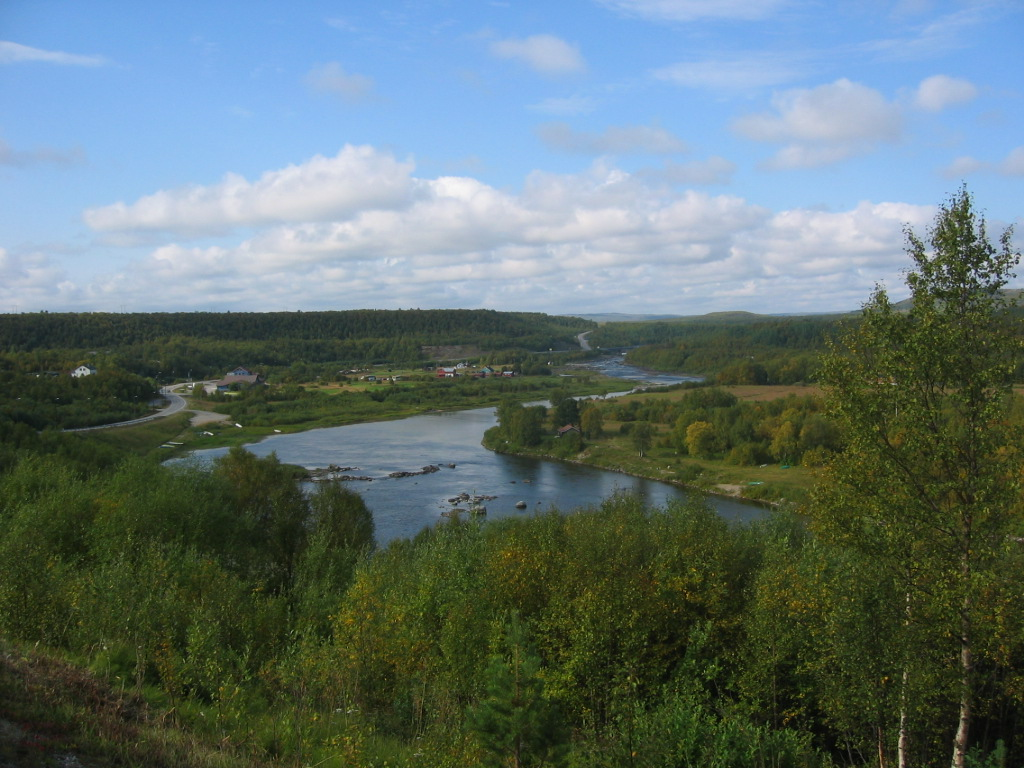
Näätämöi panoráma
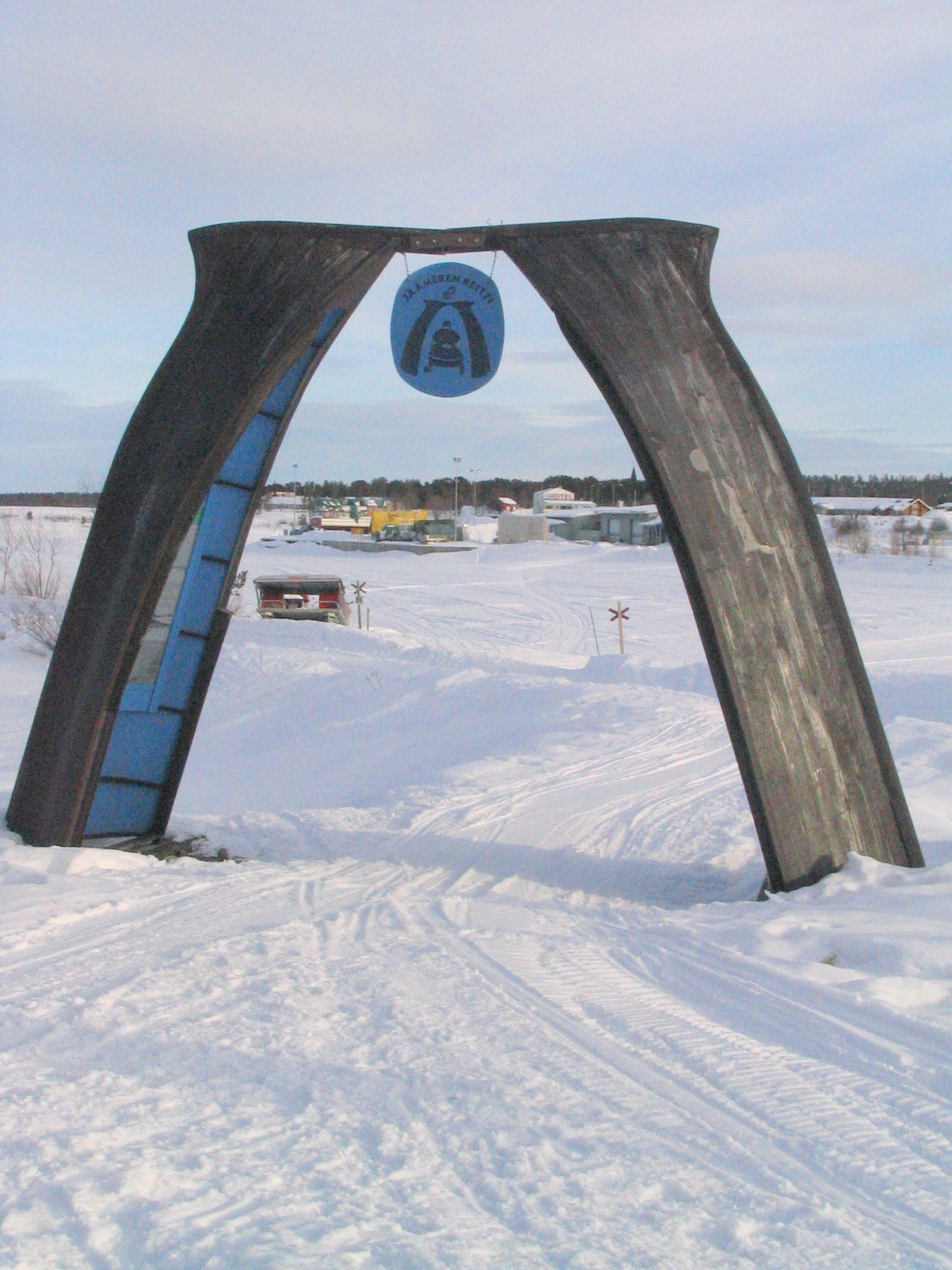
Befagyott tavi hómobil út
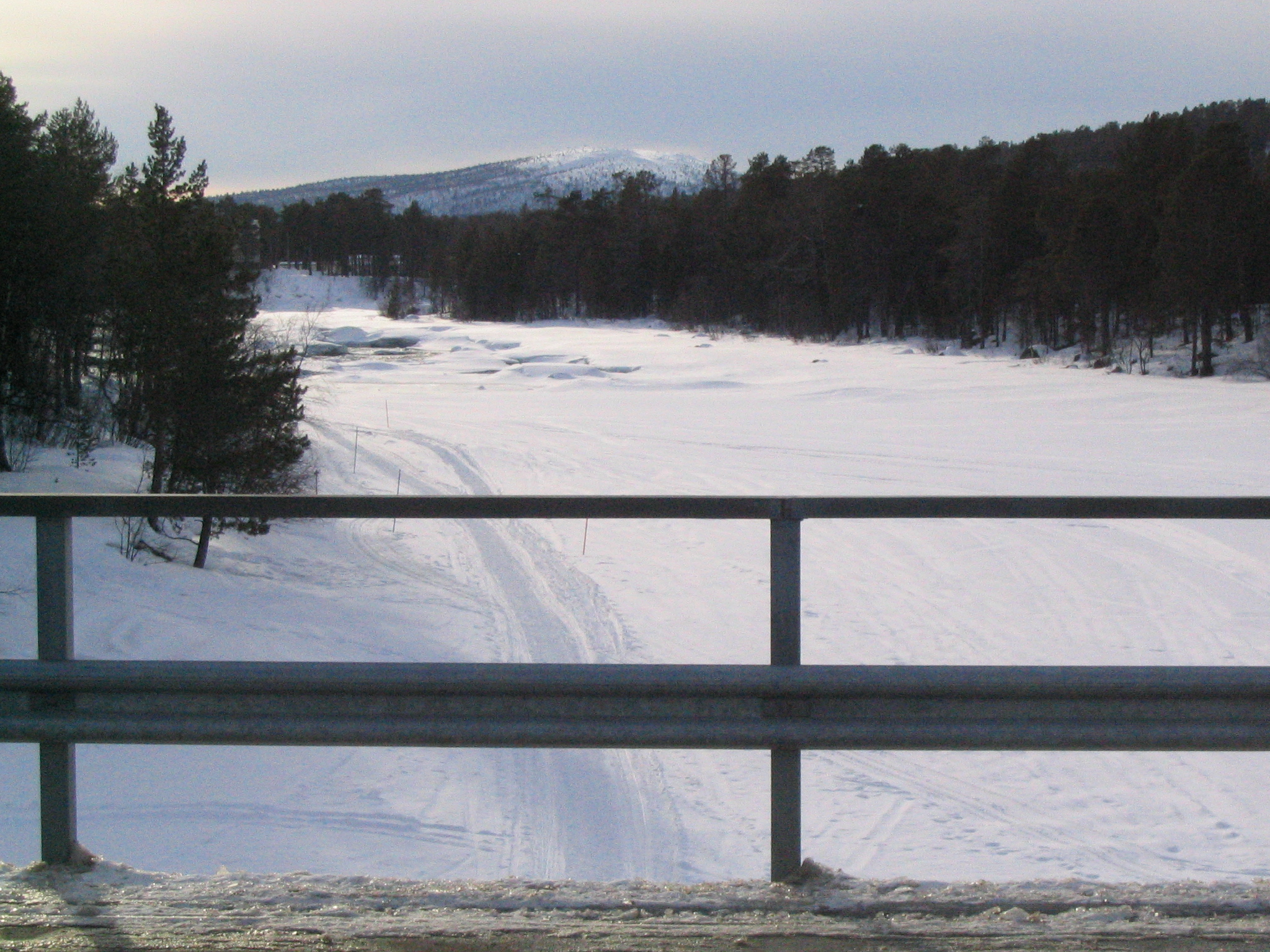
Juutuanjoki
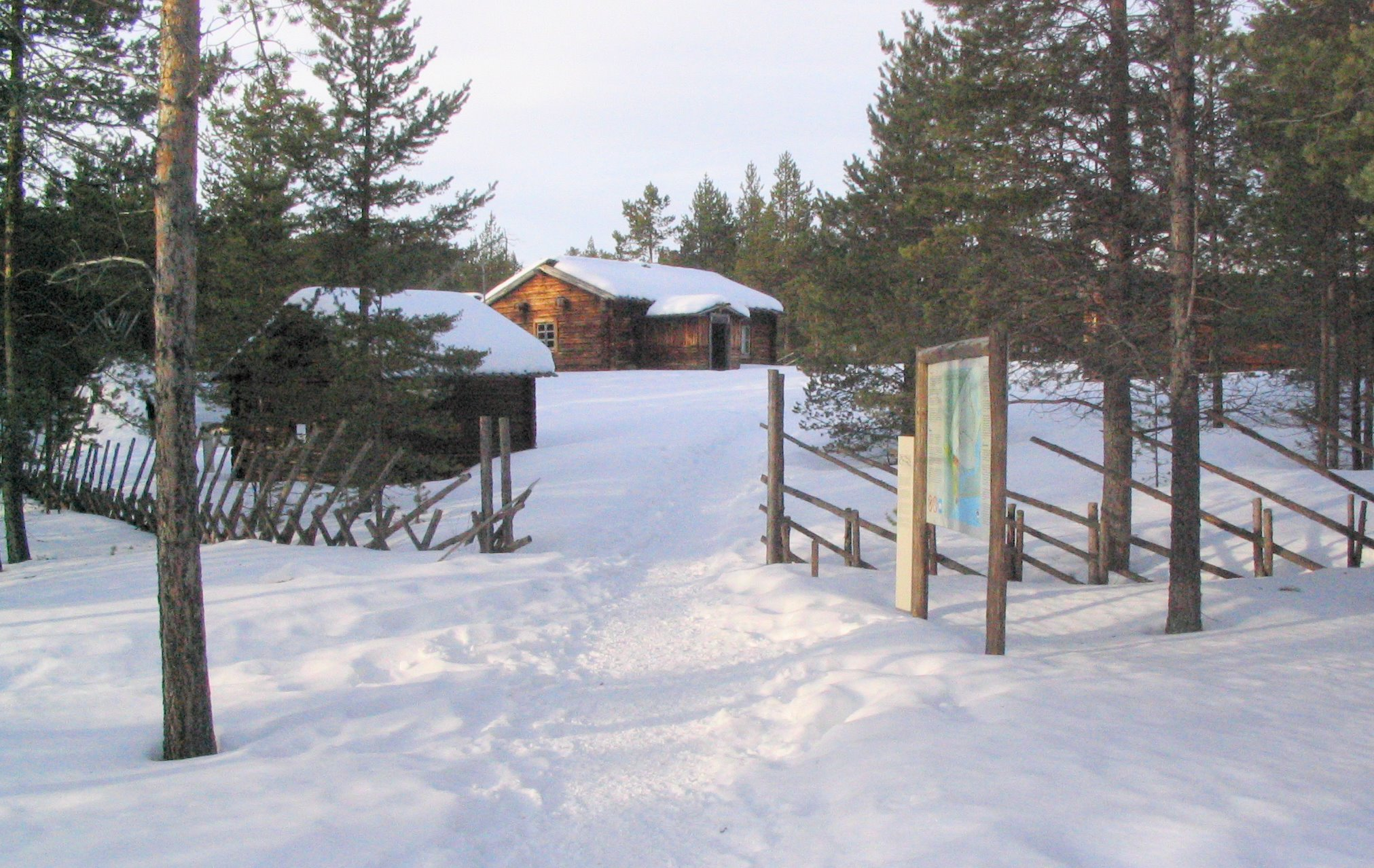
Számi múzeum
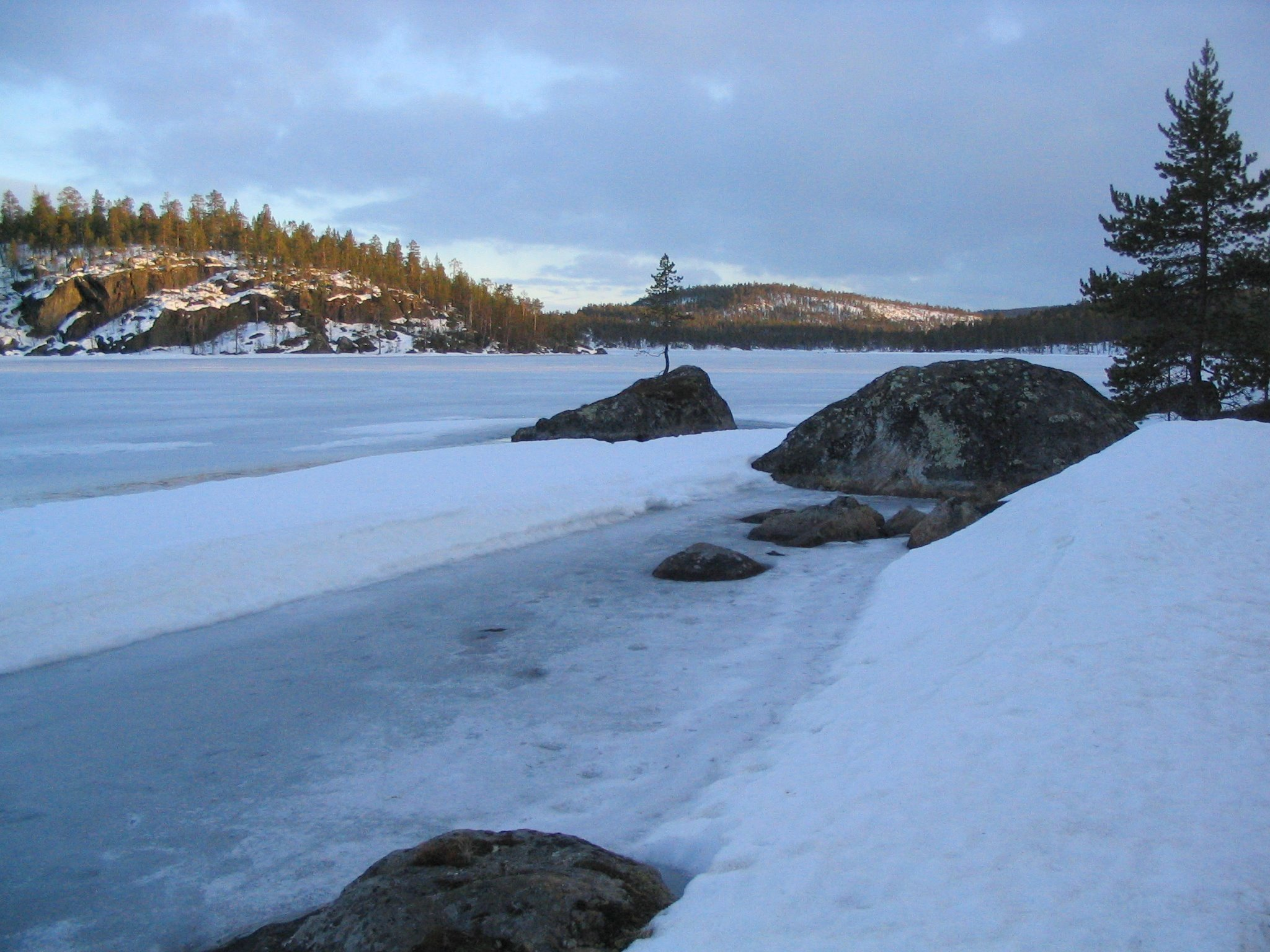
A Myöhässä-tó
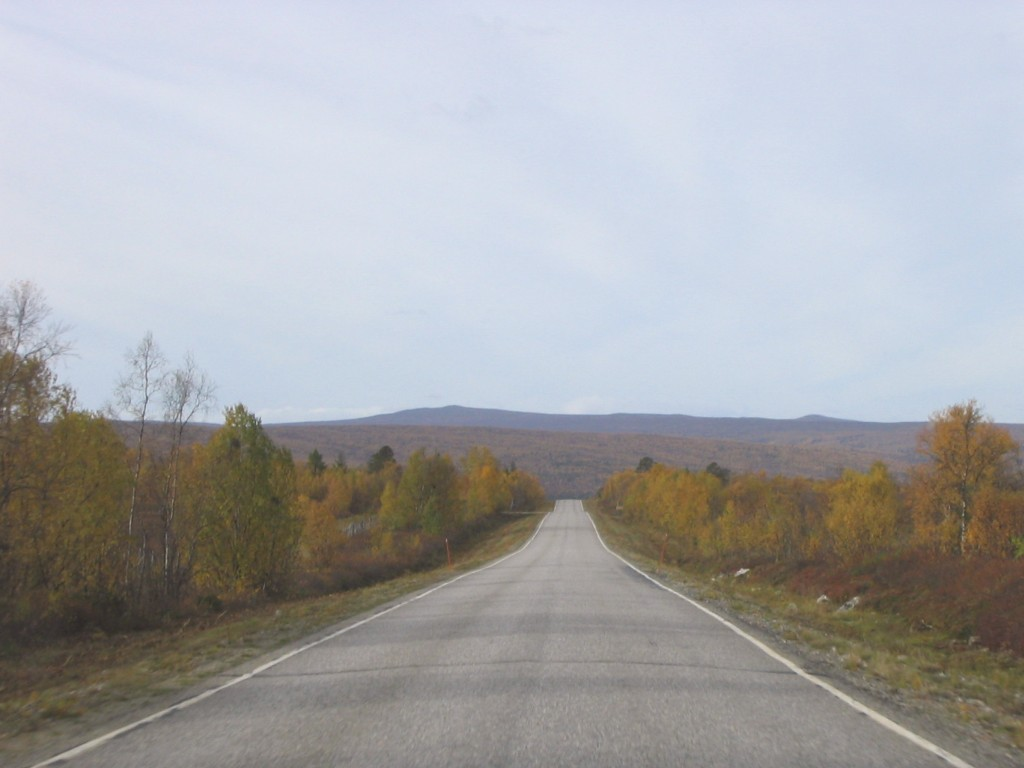
A 92-es út